# Copa Libertadores 1970
La Copa Libertadores 1970 fue la decimoprimera edición del torneo de clubes más importante de América del Sur, organizado por la Confederación Sudamericana de Fútbol, en la que participaron equipos de nueve países sudamericanos: Argentina, Bolivia, Chile, Colombia, Ecuador, Paraguay, Perú, Uruguay y Venezuela. Como había ocurrido en el certamen anterior, Brasil no envió representantes por estar aún en desacuerdo con el formato del torneo.
Por tercera vez consecutiva, Estudiantes se coronó campeón, nuevamente sin perder un solo encuentro, siendo el único equipo hasta la actualidad que ha ganado dos ediciones de la Copa Libertadores de manera invicta ya que también había logrado tal marca en la edición anterior. De esta manera, disputó la Copa Intercontinental 1970 ante Feyenoord de los Países Bajos, y se clasificó a la segunda fase de la Copa Libertadores 1971.
El 15 de marzo de 1970, se produjo la mayor goleada del certamen continental, cuando Peñarol superó por 11-2 a Valencia como local. Los 13 goles marcados en total aquel día lo convierten, además, en el encuentro con mayor cantidad de tantos en la historia de la competición.

## Formato
El campeón vigente accedió de manera directa a las semifinales, mientras que los 18 equipos restantes iniciaron la competición desde la primera fase. En ella, los clubes fueron divididos en cuatro grupos, tres de 4 equipos y uno de 6 equipos, distribuidos de acuerdo a sus países de origen, de manera que los dos representantes de una misma asociación nacional debían caer en la misma zona. Los dos primeros de cada grupo clasificaron a la segunda fase, en donde se establecieron tres nuevas zonas, dos de 3 equipos y una sola conformada por 2 equipos, y desde donde se determinaron los 3 clasificados a las semifinales, que se unieron al campeón vigente.
|                           |                           | Equipos que entran en esta fase                                                                  | Equipos que provienen de la fase anterior                                       |
| ------------------------- | ------------------------- | ------------------------------------------------------------------------------------------------ | ------------------------------------------------------------------------------- |
| Primera fase (18 equipos) | Primera fase (18 equipos) | - 2 equipos de Argentina, Bolivia, Chile, Colombia, Ecuador, Paraguay, Perú, Uruguay y Venezuela |                                                                                 |
| Segunda fase (8 equipos)  | Segunda fase (8 equipos)  |                                                                                                  | - 4 equipos primeros de la Primera fase - 4 equipos segundos de la Primera fase |
| Fases finales (4 equipos) | Fases finales (4 equipos) | - 1 equipo, campeón de la Copa Libertadores 1969                                                 | - 3 equipos primeros de la Segunda fase                                         |

## Equipos participantes
En cursiva los equipos debutantes en el torneo.
| País                                | Equipo                                    | Vía de clasificación                                                                                              |
| ----------------------------------- | ----------------------------------------- | --- |
| Argentina 2 cupos + campeón vigente | Estudiantes (LP) Boca Juniors River Plate | Campeón de la Copa Libertadores 1969 Campeón del Campeonato Nacional 1969 Subcampeón del Campeonato Nacional 1969 |
| Bolivia 2 cupos                     | Universitario de La Paz Bolívar           | Campeón del Campeonato de Primera División 1969 Subcampeón del Campeonato de Primera División 1969                |
| Chile 2 cupos                       | Universidad de Chile Rangers              | Campeón del Campeonato de Primera División 1969 Subcampeón del Campeonato de Primera División 1969                |
| Colombia 2 cupos                    | Deportivo Cali América de Cali            | Campeón del Campeonato Colombiano 1969 Subcampeón del Campeonato Colombiano 1969                                  |
| Ecuador 2 cupos                     | Liga de Quito América de Quito            | Campeón del Campeonato Ecuatoriano de 1969 Subcampeón del Campeonato Ecuatoriano de 1969                          |
| Paraguay 2 cupos                    | Guaraní Olimpia                           | Campeón del Campeonato Paraguayo de 1969 Subcampeón del Campeonato Paraguayo de 1969                              |
| Perú 2 cupos                        | Universitario Defensor Arica              | Campeón del Campeonato Descentralizado 1969 Subcampeón del Campeonato Descentralizado 1969                        |
| Uruguay 2 cupos                     | Nacional Peñarol                          | Campeón del Campeonato Uruguayo de 1969 Subcampeón del Campeonato Uruguayo de 1969                                |
| Venezuela 2 cupos                   | Deportivo Galicia Valencia                | Campeón de la Primera División Venezolana 1969 Subcampeón de la Primera División Venezolana 1969                  |

### Distribución geográfica de los equipos
Distribución geográfica de las sedes de los equipos participantes:

## Primera fase de grupos
Estudiantes de La Plata, como campeón de la Copa Libertadores 1969, inició su participación desde las fases finales. Los otros 18 equipos participantes disputaron la primera fase, distribuyéndose en 4 grupos, separados de acuerdo a sus países de origen, donde se enfrentaron todos contra todos. Los dos primeros de cada grupo pasaron a la segunda fase.

### Grupo 1
| Equipo                  | Pts. | PJ | PG | PE | PP | GF | GC | DG  |
| ----------------------- | ---- | -- | -- | -- | -- | -- | -- | --- |
| Boca Juniors            | 11   | 6  | 5  | 1  | 0  | 14 | 4  | 10  |
| River Plate             | 7    | 6  | 3  | 1  | 2  | 15 | 6  | 9   |
| Bolívar                 | 4    | 6  | 1  | 2  | 3  | 7  | 9  | –2  |
| Universitario de La Paz | 2    | 6  | 0  | 2  | 4  | 2  | 19 | –17 |

| \| Fecha \| Lugar \| Local \| Resultado \| Visitante \| \| ------------- \| ------------ \| ----------------------- \| --------- \| ----------------------- \| \| 15 de febrero \| La Paz \| Universitario de La Paz \| 2:2 \| Bolívar \| \| 17 de febrero \| Buenos Aires \| River Plate \| 1:3 \| Boca Juniors \| \| 22 de febrero \| La Paz \| Bolívar \| 2:3 \| Boca Juniors \| \| 26 de febrero \| La Paz \| Universitario de La Paz \| 0:0 \| Boca Juniors \| \| 1 de marzo \| La Paz \| Universitario de La Paz \| 0:2 \| River Plate \| \| 5 de marzo \| La Paz \| Bolívar \| 1:1 \| River Plate \| \| 7 de marzo \| Buenos Aires \| Boca Juniors \| 4:0 \| Universitario de La Paz \| \| 11 de marzo \| Buenos Aires \| River Plate \| 9:0 \| Universitario de La Paz \| \| 12 de marzo \| Buenos Aires \| Boca Juniors \| 2:0 \| Bolívar \| \| 15 de marzo \| Buenos Aires \| River Plate \| 1:0 \| Bolívar \| \| 19 de marzo \| Buenos Aires \| Boca Juniors \| 2:1 \| River Plate \| \| 19 de marzo \| La Paz \| Bolívar \| 2:0 \| Universitario de La Paz \| |              |                         |           |                         |
| Fecha | Lugar        | Local                   | Resultado | Visitante               |
| 15 de febrero | La Paz       | Universitario de La Paz | 2:2       | Bolívar                 |
| 17 de febrero | Buenos Aires | River Plate             | 1:3       | Boca Juniors            |
| 22 de febrero | La Paz       | Bolívar                 | 2:3       | Boca Juniors            |
| 26 de febrero | La Paz       | Universitario de La Paz | 0:0       | Boca Juniors            |
| 1 de marzo | La Paz       | Universitario de La Paz | 0:2       | River Plate             |
| 5 de marzo | La Paz       | Bolívar                 | 1:1       | River Plate             |
| 7 de marzo | Buenos Aires | Boca Juniors            | 4:0       | Universitario de La Paz |
| 11 de marzo | Buenos Aires | River Plate             | 9:0       | Universitario de La Paz |
| 12 de marzo | Buenos Aires | Boca Juniors            | 2:0       | Bolívar                 |
| 15 de marzo | Buenos Aires | River Plate             | 1:0       | Bolívar                 |
| 19 de marzo | Buenos Aires | Boca Juniors            | 2:1       | River Plate             |
| 19 de marzo | La Paz       | Bolívar                 | 2:0       | Universitario de La Paz |

### Grupo 2
| Equipo            | Pts. | PJ | PG | PE | PP | GF | GC | DG  |
| ----------------- | ---- | -- | -- | -- | -- | -- | -- | --- |
| Nacional          | 10   | 6  | 4  | 2  | 0  | 13 | 3  | 10  |
| Peñarol           | 9    | 6  | 3  | 3  | 0  | 17 | 4  | 13  |
| Valencia          | 5    | 6  | 2  | 1  | 3  | 9  | 18 | –9  |
| Deportivo Galicia | 0    | 6  | 0  | 0  | 6  | 2  | 16 | –14 |

| \| Fecha \| Lugar \| Local \| Resultado \| Visitante \| \| ------------- \| ---------- \| ----------------- \| --------- \| ----------------- \| \| 15 de febrero \| Caracas \| Deportivo Galicia \| 0:2 \| Valencia \| \| 15 de febrero \| Montevideo \| Nacional \| 1:1 \| Peñarol \| \| 21 de febrero \| Caracas \| Deportivo Galicia \| 0:4 \| Nacional \| \| 22 de febrero \| Valencia \| Valencia \| 0:0 \| Peñarol \| \| 25 de febrero \| Valencia \| Valencia \| 2:5 \| Nacional \| \| 27 de febrero \| Caracas \| Deportivo Galicia \| 0:1 \| Peñarol \| \| 3 de marzo \| Valencia \| Valencia \| 3:1 \| Deportivo Galicia \| \| 6 de marzo \| Montevideo \| Peñarol \| 0:0 \| Nacional \| \| 10 de marzo \| Montevideo \| Peñarol \| 4:1 \| Deportivo Galicia \| \| 12 de marzo \| Montevideo \| Nacional \| 1:0 \| Valencia \| \| 15 de marzo \| Montevideo \| Peñarol \| 11:2[2] \| Valencia \| \| 16 de marzo \| Montevideo \| Nacional \| 2:0 \| Deportivo Galicia \| |            |                   |           |                   |
| Fecha | Lugar      | Local             | Resultado | Visitante         |
| 15 de febrero | Caracas    | Deportivo Galicia | 0:2       | Valencia          |
| 15 de febrero | Montevideo | Nacional          | 1:1       | Peñarol           |
| 21 de febrero | Caracas    | Deportivo Galicia | 0:4       | Nacional          |
| 22 de febrero | Valencia   | Valencia          | 0:0       | Peñarol           |
| 25 de febrero | Valencia   | Valencia          | 2:5       | Nacional          |
| 27 de febrero | Caracas    | Deportivo Galicia | 0:1       | Peñarol           |
| 3 de marzo | Valencia   | Valencia          | 3:1       | Deportivo Galicia |
| 6 de marzo | Montevideo | Peñarol           | 0:0       | Nacional          |
| 10 de marzo | Montevideo | Peñarol           | 4:1       | Deportivo Galicia |
| 12 de marzo | Montevideo | Nacional          | 1:0       | Valencia          |
| 15 de marzo | Montevideo | Peñarol           | 11:2      | Valencia          |
| 16 de marzo | Montevideo | Nacional          | 2:0       | Deportivo Galicia |

### Grupo 3
| Equipo               | Pts. | PJ | PG | PE | PP | GF | GC | DG  |
| -------------------- | ---- | -- | -- | -- | -- | -- | -- | --- |
| Guaraní              | 15   | 10 | 5  | 5  | 0  | 12 | 4  | 8   |
| Universidad de Chile | 13   | 10 | 5  | 3  | 2  | 19 | 11 | 8   |
| Olimpia              | 12   | 10 | 4  | 4  | 2  | 19 | 11 | 8   |
| Deportivo Cali       | 12   | 10 | 5  | 2  | 3  | 18 | 16 | 2   |
| América de Cali      | 5    | 10 | 1  | 3  | 6  | 12 | 22 | –10 |
| Rangers              | 3    | 10 | 1  | 1  | 8  | 11 | 27 | –16 |

| \| Fecha \| Lugar \| Local \| Resultado \| Visitante \| \| ------------- \| -------- \| -------------------- \| --------- \| -------------------- \| \| 11 de febrero \| Asunción \| Guaraní \| 1:0 \| Olimpia \| \| 15 de febrero \| Asunción \| Guaraní \| 2:0 \| Rangers \| \| 15 de febrero \| Cali \| Deportivo Cali \| 2:0 \| Universidad de Chile \| \| 18 de febrero \| Asunción \| Olimpia \| 5:1 \| Rangers \| \| 18 de febrero \| Cali \| América de Cali \| 2:2 \| Universidad de Chile \| \| 22 de febrero \| Asunción \| Olimpia \| 1:1 \| Universidad de Chile \| \| 22 de febrero \| Cali \| América de Cali \| 1:0 \| Rangers \| \| 25 de febrero \| Asunción \| Guaraní \| 1:0 \| Universidad de Chile \| \| 25 de febrero \| Cali \| Deportivo Cali \| 3:2 \| Rangers \| \| 1 de marzo \| Santiago \| Universidad de Chile \| 2:1 \| Rangers \| \| 1 de marzo \| Cali \| Deportivo Cali \| 4:2 \| América de Cali \| \| 5 de marzo \| Cali \| América de Cali \| 2:2 \| Guaraní \| \| 5 de marzo \| Cali \| Deportivo Cali \| 0:1 \| Olimpia \| \| 8 de marzo \| Cali \| Deportivo Cali \| 0:0 \| Guaraní \| \| 8 de marzo \| Cali \| América de Cali \| 1:1 \| Olimpia \| \| 11 de marzo \| Cali \| América de Cali \| 2:4 \| Deportivo Cali \| \| 12 de marzo \| Asunción \| Olimpia \| 0:0 \| Guaraní \| \| 15 de marzo \| Asunción \| Olimpia \| 1:0 \| América de Cali \| \| 15 de marzo \| Santiago \| Universidad de Chile \| 3:1 \| Deportivo Cali \| \| 18 de marzo \| Talca \| Rangers \| 0:2 \| Deportivo Cali \| \| 18 de marzo \| Asunción \| Guaraní \| 4:1 \| América de Cali \| \| 21 de marzo \| Asunción \| Olimpia \| 5:1 \| Deportivo Cali \| \| 21 de marzo \| Talca \| Rangers \| 2:0 \| América de Cali \| \| 24 de marzo \| Santiago \| Universidad de Chile \| 2:1 \| América de Cali \| \| 24 de marzo \| Asunción \| Guaraní \| 1:1 \| Deportivo Cali \| \| 26 de marzo \| Santiago \| Rangers \| 1:7 \| Universidad de Chile \| \| 29 de marzo \| Santiago \| Universidad de Chile \| 2:1 \| Olimpia \| \| 31 de marzo \| Santiago \| Rangers \| 0:1 \| Guaraní \| \| 2 de abril \| Santiago \| Rangers \| 4:4 \| Olimpia \| \| 5 de abril \| Santiago \| Universidad de Chile \| 0:0 \| Guaraní \| |          |                      |           |                      |
| Fecha | Lugar    | Local                | Resultado | Visitante            |
| 11 de febrero | Asunción | Guaraní              | 1:0       | Olimpia              |
| 15 de febrero | Asunción | Guaraní              | 2:0       | Rangers              |
| 15 de febrero | Cali     | Deportivo Cali       | 2:0       | Universidad de Chile |
| 18 de febrero | Asunción | Olimpia              | 5:1       | Rangers              |
| 18 de febrero | Cali     | América de Cali      | 2:2       | Universidad de Chile |
| 22 de febrero | Asunción | Olimpia              | 1:1       | Universidad de Chile |
| 22 de febrero | Cali     | América de Cali      | 1:0       | Rangers              |
| 25 de febrero | Asunción | Guaraní              | 1:0       | Universidad de Chile |
| 25 de febrero | Cali     | Deportivo Cali       | 3:2       | Rangers              |
| 1 de marzo | Santiago | Universidad de Chile | 2:1       | Rangers              |
| 1 de marzo | Cali     | Deportivo Cali       | 4:2       | América de Cali      |
| 5 de marzo | Cali     | América de Cali      | 2:2       | Guaraní              |
| 5 de marzo | Cali     | Deportivo Cali       | 0:1       | Olimpia              |
| 8 de marzo | Cali     | Deportivo Cali       | 0:0       | Guaraní              |
| 8 de marzo | Cali     | América de Cali      | 1:1       | Olimpia              |
| 11 de marzo | Cali     | América de Cali      | 2:4       | Deportivo Cali       |
| 12 de marzo | Asunción | Olimpia              | 0:0       | Guaraní              |
| 15 de marzo | Asunción | Olimpia              | 1:0       | América de Cali      |
| 15 de marzo | Santiago | Universidad de Chile | 3:1       | Deportivo Cali       |
| 18 de marzo | Talca    | Rangers              | 0:2       | Deportivo Cali       |
| 18 de marzo | Asunción | Guaraní              | 4:1       | América de Cali      |
| 21 de marzo | Asunción | Olimpia              | 5:1       | Deportivo Cali       |
| 21 de marzo | Talca    | Rangers              | 2:0       | América de Cali      |
| 24 de marzo | Santiago | Universidad de Chile | 2:1       | América de Cali      |
| 24 de marzo | Asunción | Guaraní              | 1:1       | Deportivo Cali       |
| 26 de marzo | Santiago | Rangers              | 1:7       | Universidad de Chile |
| 29 de marzo | Santiago | Universidad de Chile | 2:1       | Olimpia              |
| 31 de marzo | Santiago | Rangers              | 0:1       | Guaraní              |
| 2 de abril | Santiago | Rangers              | 4:4       | Olimpia              |
| 5 de abril | Santiago | Universidad de Chile | 0:0       | Guaraní              |

### Grupo 4
| Equipo           | Pts. | PJ | PG | PE | PP | GF | GC | DG  |
| ---------------- | ---- | -- | -- | -- | -- | -- | -- | --- |
| Universitario    | 9    | 6  | 4  | 1  | 1  | 11 | 4  | 7   |
| Liga de Quito    | 7    | 6  | 3  | 1  | 2  | 10 | 6  | 4   |
| Defensor Arica   | 5    | 6  | 1  | 3  | 2  | 5  | 6  | –1  |
| América de Quito | 3    | 6  | 1  | 1  | 4  | 4  | 14 | –10 |

| \| Fecha \| Lugar \| Local \| Resultado \| Visitante \| \| ------------- \| ----- \| ---------------- \| --------- \| ---------------- \| \| 14 de febrero \| Quito \| América de Quito \| 1:1 \| Defensor Arica \| \| 15 de febrero \| Quito \| Liga de Quito \| 2:0 \| Universitario \| \| 21 de febrero \| Quito \| Liga de Quito \| 1:2 \| Defensor Arica \| \| 22 de febrero \| Quito \| América de Quito \| 0:3 \| Universitario \| \| 28 de febrero \| Lima \| Universitario \| 2:1 \| Defensor Arica \| \| 1 de marzo \| Quito \| Liga de Quito \| 4:1 \| América de Quito \| \| 10 de marzo \| Lima \| Defensor Arica \| 0:1 \| América de Quito \| \| 12 de marzo \| Lima \| Universitario \| 3:0 \| América de Quito \| \| 14 de marzo \| Lima \| Defensor Arica \| 0:0 \| Liga de Quito \| \| 16 de marzo \| Lima \| Universitario \| 2:0 \| Liga de Quito \| \| 20 de marzo \| Lima \| Defensor Arica \| 1:1 \| Universitario \| \| 22 de marzo \| Quito \| América de Quito \| 1:3 \| Liga de Quito \| |       |                  |           |                  |
| Fecha | Lugar | Local            | Resultado | Visitante        |
| 14 de febrero | Quito | América de Quito | 1:1       | Defensor Arica   |
| 15 de febrero | Quito | Liga de Quito    | 2:0       | Universitario    |
| 21 de febrero | Quito | Liga de Quito    | 1:2       | Defensor Arica   |
| 22 de febrero | Quito | América de Quito | 0:3       | Universitario    |
| 28 de febrero | Lima  | Universitario    | 2:1       | Defensor Arica   |
| 1 de marzo | Quito | Liga de Quito    | 4:1       | América de Quito |
| 10 de marzo | Lima  | Defensor Arica   | 0:1       | América de Quito |
| 12 de marzo | Lima  | Universitario    | 3:0       | América de Quito |
| 14 de marzo | Lima  | Defensor Arica   | 0:0       | Liga de Quito    |
| 16 de marzo | Lima  | Universitario    | 2:0       | Liga de Quito    |
| 20 de marzo | Lima  | Defensor Arica   | 1:1       | Universitario    |
| 22 de marzo | Quito | América de Quito | 1:3       | Liga de Quito    |

## Segunda fase de grupos
Los 8 clasificados de la primera fase se separaron en 3 nuevos grupos, 2 de ellos conformados por 3 equipos, y otro por solo 2, donde volvieron a enfrentarse bajo el mismo sistema de la instancia anterior. El primero de cada zona avanzó a las semifinales.

### Grupo A
| Equipo        | Pts. | PJ | PG | PE | PP | GF | GC | DG |
| ------------- | ---- | -- | -- | -- | -- | -- | -- | -- |
| River Plate   | 7    | 4  | 3  | 1  | 0  | 9  | 5  | 4  |
| Boca Juniors  | 5    | 4  | 2  | 1  | 1  | 5  | 3  | 2  |
| Universitario | 0    | 4  | 0  | 0  | 4  | 5  | 11 | –6 |

| \| Fecha \| Lugar \| Local \| Resultado \| Visitante \| \| ----------- \| ------------ \| ------------- \| --------- \| ------------- \| \| 11 de abril \| Lima \| Universitario \| 1:3 \| Boca Juniors \| \| 14 de abril \| Lima \| Universitario \| 1:2 \| River Plate \| \| 16 de abril \| Buenos Aires \| River Plate \| 1:0 \| Boca Juniors \| \| 22 de abril \| Buenos Aires \| Boca Juniors \| 1:0 \| Universitario \| \| 25 de abril \| Buenos Aires \| River Plate \| 5:3 \| Universitario \| \| 30 de abril \| Buenos Aires \| Boca Juniors \| 1:1 \| River Plate \| |              |               |           |               |
| Fecha | Lugar        | Local         | Resultado | Visitante     |
| 11 de abril | Lima         | Universitario | 1:3       | Boca Juniors  |
| 14 de abril | Lima         | Universitario | 1:2       | River Plate   |
| 16 de abril | Buenos Aires | River Plate   | 1:0       | Boca Juniors  |
| 22 de abril | Buenos Aires | Boca Juniors  | 1:0       | Universitario |
| 25 de abril | Buenos Aires | River Plate   | 5:3       | Universitario |
| 30 de abril | Buenos Aires | Boca Juniors  | 1:1       | River Plate   |

### Grupo B
| Equipo        | Pts. | PJ | PG | PE | PP | GF | GC | DG |
| ------------- | ---- | -- | -- | -- | -- | -- | -- | -- |
| Peñarol       | 6    | 4  | 3  | 0  | 1  | 6  | 4  | 2  |
| Guaraní       | 3    | 4  | 1  | 1  | 2  | 3  | 3  | 0  |
| Liga de Quito | 3    | 4  | 1  | 1  | 2  | 4  | 6  | –2 |

| \| Fecha \| Lugar \| Local \| Resultado \| Visitante \| \| ----------- \| ---------- \| ------------- \| --------- \| ------------- \| \| 12 de abril \| Quito \| Liga de Quito \| 1:3 \| Peñarol \| \| 19 de abril \| Asunción \| Guaraní \| 2:0 \| Peñarol \| \| 22 de abril \| Quito \| Liga de Quito \| 1:0 \| Guaraní \| \| 26 de abril \| Montevideo \| Peñarol \| 1:0 \| Guaraní \| \| 29 de abril \| Asunción \| Guaraní \| 1:1 \| Liga de Quito \| \| 2 de mayo \| Montevideo \| Peñarol \| 2:1 \| Liga de Quito \| |            |               |           |               |
| Fecha | Lugar      | Local         | Resultado | Visitante     |
| 12 de abril | Quito      | Liga de Quito | 1:3       | Peñarol       |
| 19 de abril | Asunción   | Guaraní       | 2:0       | Peñarol       |
| 22 de abril | Quito      | Liga de Quito | 1:0       | Guaraní       |
| 26 de abril | Montevideo | Peñarol       | 1:0       | Guaraní       |
| 29 de abril | Asunción   | Guaraní       | 1:1       | Liga de Quito |
| 2 de mayo | Montevideo | Peñarol       | 2:1       | Liga de Quito |

### Grupo C
| Equipo               | Pts. | PJ | PG | PE | PP | GF | GC | DG |
| -------------------- | ---- | -- | -- | -- | -- | -- | -- | -- |
| Universidad de Chile | 2    | 2  | 1  | 0  | 1  | 3  | 2  | 1  |
| Nacional             | 2    | 2  | 1  | 0  | 1  | 2  | 3  | –1 |

| \| Fecha \| Lugar \| Local \| Resultado \| Visitante \| \| ----------- \| ---------- \| -------------------- \| --------- \| -------------------- \| \| 15 de abril \| Santiago \| Universidad de Chile \| 3:0 \| Nacional \| \| 25 de abril \| Montevideo \| Nacional \| 2:0 \| Universidad de Chile \| |            |                      |           |                      |
| Fecha | Lugar      | Local                | Resultado | Visitante            |
| 15 de abril | Santiago   | Universidad de Chile | 3:0       | Nacional             |
| 25 de abril | Montevideo | Nacional             | 2:0       | Universidad de Chile |

Partido desempate
| Fecha       | Lugar        |                      | Resultado  |          |
| ----------- | ------------ | -------------------- | ---------- | -------- |
| 28 de abril | Porto Alegre | Universidad de Chile | 2:1 (t.s.) | Nacional |

## Fases finales
Las fases finales estuvieron compuestas por dos etapas: semifinales y final. A los tres clasificados de la segunda fase se les sumó Estudiantes de La Plata de Argentina, campeón de la Copa Libertadores 1969. En caso de que dos de los participantes pertenecieran a un mismo país, ambos debieron enfrentarse en las semifinales, a fin de evitar que pudieran encontrarse en la final.

### Cuadro de desarrollo
|  | Semifinales          | Semifinales     | Semifinales      | Semifinales     |   |         | Final           | Final           | Final           |  |
|  | 8 al 15 de mayo      | 8 al 15 de mayo | 8 al 15 de mayo  | 8 al 15 de mayo |   |         | 21 y 27 de mayo | 21 y 27 de mayo | 21 y 27 de mayo |  |
|  |                      |                 |                  |                 |   |         |                 |                 |                 |  |
|  |                      |                 |                  |                 |   |         |                 |                 |                 |  |
|  | Peñarol (d.g.)       | 0               | 2                | 2               |   |         |                 |                 |                 |  |
|  | Peñarol (d.g.)       | 0               | 2                | 2               |   |         |                 |                 |                 |  |
|  | Universidad de Chile | 1               | 0                | 2               |   |         |                 |                 |                 |  |
|  | Universidad de Chile | 1               | 0                | 2               |   | Peñarol | 0               | 0               |                 |  |
|  |                      |                 |                  |                 |   | Peñarol | 0               | 0               |                 |  |
|  |                      |                 | Estudiantes (LP) | 1               | 0 |         |                 |                 |                 |  |
|  | Estudiantes (LP)     | 1               | Estudiantes (LP) | 1               | 0 | 3       |                 |                 |                 |  |
|  | Estudiantes (LP)     | 1               |                  |                 |   | 3       |                 |                 |                 |  |
|  | River Plate          | 0               | 1                |                 |   |         |                 |                 |                 |  |
|  | River Plate          | 0               | 1                |                 |   |         |                 |                 |                 |  |
|  |                      |                 |                  |                 |   |         |                 |                 |                 |  |

- Nota: En cada llave, el equipo que ocupa la primera línea es el que definió la serie como local.

### Semifinales
| 8 de mayo de 1970 | Universidad de Chile | 1:0 (0:0) | Peñarol | Estadio Nacional, Santiago                                 |                                                            |
|                   | Araya 51'            |           |         | Asistencia: 72 990 espectadores Árbitro(s): Eduardo Rendón | Asistencia: 72 990 espectadores Árbitro(s): Eduardo Rendón |

| 12 de mayo de 1970 | Peñarol                 | 2:0 (0:0) | Universidad de Chile | Estadio Centenario, Montevideo                           |                                                          |
|                    | Onega 58' · Spencer 77' |           |                      | Asistencia: 45 000 espectadores Árbitro(s): Omar Delgado | Asistencia: 45 000 espectadores Árbitro(s): Omar Delgado |

Partido desempate
| 14 de mayo de 1970                                                                                  | Peñarol                     | 2:2 (1:1, 0:1) (t. s.) | Universidad de Chile          | Estadio El Cilindro, Avellaneda                         |                                                         |
| | Lamberck 50' · Peralta 119' |                        | Marcos 27' (pen.) · Hodge 96' | Asistencia: 5 000 espectadores Árbitro(s): César Orozco | Asistencia: 5 000 espectadores Árbitro(s): César Orozco |
| Peñarol clasificó a la final por tener mejor diferencia de goles en el global de los tres partidos. |                             |                        |                               |                                                         |                                                         |

| 7 de mayo de 1970 | River Plate | 0:1 (0:0) | Estudiantes (LP) | Estadio Monumental, Buenos Aires                                  |                                                                   |
|                   |             |           | Verón 52'        | Asistencia: 48 000 espectadores Árbitro(s): Miguel Ángel Comesaña | Asistencia: 48 000 espectadores Árbitro(s): Miguel Ángel Comesaña |

| 15 de mayo de 1970 | Estudiantes (LP)                       | 3:1 (0:0) | River Plate | Estadio Jorge Luis Hirschi, La Plata                         |                                                              |
|                    | Solari 48' · Verón 75' · Echecopar 81' |           | Más 46'     | Asistencia: 40 000 espectadores Árbitro(s): Roberto Barreiro | Asistencia: 40 000 espectadores Árbitro(s): Roberto Barreiro |

### Final
| Ida; 21 de mayo de 1970 | Estudiantes (LP) | 1:0 (0:0) | Peñarol | Estadio Jorge Luis Hirschi, La Plata                           |                                                                |
|                         | Togneri 87'      |           |         | Asistencia: 40 000 espectadores Árbitro(s): Juan Carlos Robles | Asistencia: 40 000 espectadores Árbitro(s): Juan Carlos Robles |

| Vuelta; 27 de mayo de 1970 | Peñarol | 0:0 | Estudiantes (LP) | Estadio Centenario, Montevideo                                 |  |
| |         |     |                  | Asistencia: 60 000 espectadores Árbitro(s): José Dimas Larrosa |  |
| Estudiantes se queda con el trofeo original de la Copa Libertadores. Cuarta vuelta olímpica que se da en la Copa Libertadores. |         |     |                  |                                                                |  |

|                                      |
|                                      |
| Campeón Estudiantes (LP) 3.er título |

## Estadísticas

### Goleadores
| Jugador              | Club          | Goles |
| -------------------- | ------------- | ----- |
| Francisco Bertocchi  | Liga de Quito | 9     |
| Oscar Más            | River Plate   | 9     |
| Benicio Ferreira     | Olimpia       | 8     |
| Ermindo Onega        | Peñarol       | 8     |
| Alberto Spencer      | Peñarol       | 7     |
| Daniel Onega         | River Plate   | 6     |
| Héctor Bailetti      | Universitario | 6     |
| Ángel Clemente Rojas | Boca Juniors  | 5     |